# Андреева, Надежда Николаевна (партийный деятель)
Надежда Николаевна Андреева (1903, Москва — 2001, Москва) — советский хозяйственный, государственный и политический деятель.

## Биография
Родилась в 1903 году в Москве. Член КПСС с 1924 года.
Выпускница Московского авиационного института. С 1934 года — на хозяйственной, общественной и политической работе. В 1934—1963 годы — техник на заводе опытных конструкций ЦАГИ, инженер, старший инженер. Заместитель начальника бригады. Парторг ЦК ВКП(б). Секретарь партийной организации ОКБ Туполева. 1-й секретарь Бауманского райкома КПСС города Москвы. Член Комитета партийного контроля при ЦК КПСС.
Делегат XIX и XX съезда КПСС.
Умерла в Москве в 2001 году.